# Asociación de Trabajadores de la Enseñanza de Orense
La Asociación de Trabajadores de la Enseñanza de Orense (ATEO) fue una asociación profesional de profesores creada en Orense en 1931.

## Historia y características
Fundada el 31 de mayo de 1931, se incorporó posteriormente a FETE (Federación de Trabajadores de la Enseñanza). El primer presidente fue Albino Núñez Domínguez. En marzo de 1932 comenzó a publicar la revista Escuela del Trabajo. Se caracterizó por la mezcla de corrientes galleguistas y republicanas de izquierda, pero luego se definió por su pluralidad. Albino Núñez presentó su renuncia irrevocable en septiembre de 1932, lo que dio inicio a una nueva etapa de la vida societaria. Fue sustituido en la Presidencia de la Asociación por Evaristo Suárez Alberte con carácter provisional, y en la Asamblea ordinaria del 29 de diciembre resultó elegido Luís Soto Fernández. Su crecimiento fue muy rápido y en 1935 contaba con 250 miembros. Algunos de sus integrantes fueron: Luís Soto, Baltasar Vázquez, Antonio Caneda Rodríguez, Rafael Alonso Rodríguez, Armando Fernández Mazas, Adolfo Rodríguez Ansias, Amadeo López Bello, Ignacio Herrero Fuentes, Celso Vila Rodríguez, José Camilo Soto Losada, José Pérez Levices, Patricio Arce Susilla, María Bouzas Pérez, Luis Bazal Rodríguez, Argimiro Quintairós Baliñas, Leonardo Darriba Conde, Manuel Seijo Failde y Eligio Núñez . Muchos de ellos también eran colaboradores del diario La República. Se constituyó como un foro donde se debatían nuevos modelos educativos buscando la renovación pedagógica.